# Martina Kämpfert
Martina Kämpfert (Berlijn, 11 november 1959) is een atleet uit Duitsland.
Op de Olympische Zomerspelen van Moskou in 1980 nam Kämpfert deel aan de 800 meter, waar ze in de finale als vierde finishte.
In 1982 won ze zilver op de Europese kampioenschappen indoor, en in 1981 was ze was ze nationaal kampioene van Oost-Duitsland.
- World Athletics: 14348571